# Jacques Delors
Pour les articles homonymes, voir Delors.
Pour l’article ayant un titre homophone, voir Jacques Delord.
Jacques Delors , né le 20 juillet 1925 à Paris et mort le 27 décembre 2023 dans la même ville, est un homme politique français.
Militant syndical (CFTC puis CFDT), il travaille auprès du Premier ministre gaulliste Jacques Chaban-Delmas de 1969 à 1972, puis adhère au Parti socialiste en 1974. Cinq ans plus tard, il est élu député européen.
Il est ministre de l'Économie et des Finances de 1981 à 1984 dans les gouvernements de Pierre Mauroy, sous la présidence de François Mitterrand ; il initie le « tournant de la rigueur », qu'il défend face à la situation économique dégradée du pays. Il est également brièvement maire de Clichy en 1983-1984.
Après avoir été pressenti pour succéder à Mauroy à Matignon, il est président de la Commission européenne de 1985 à 1995 : il contribue ainsi à la mise en place de l'euro, de l'Acte unique européen, de l'accord de Schengen ou encore du programme Erasmus. En 1996, après le club Témoin, il fonde l’institut de recherche « Notre Europe » qui est devenu aujourd'hui l'Institut Jacques Delors.
Donné favori à l'élection présidentielle française de 1995, il renonce à se présenter à la surprise générale. Il perd ensuite en influence et ne retrouve pas de fonction de premier plan, prenant occasionnellement position sur les questions européennes.
Il est le père de la femme politique Martine Aubry.

## Situation personnelle

### Origines
Jacques Lucien Jean Delors est le fils de Louis Delors, encaisseur à la Banque de France et catholique pratiquant, natif du Lonzac en Corrèze, et de Jeanne Joséphine Rigal, née à Paris, d'extraction cantalienne.

### Vie privée et familiale
Jacques Delors grandit dans le quartier parisien de Ménilmontant.
En 1948, il épouse Marie Lephaille, née en 1923 et morte en 2020,. Leur fille Martine naît en 1950 puis un fils, Jean-Paul, naît en 1953. Celui-ci meurt d'une leucémie en février 1982, à l'âge de 29 ans. La demeure familiale est située dans le département de l'Yonne. Jacques Delors était un fervent soutien du LOSC Lille.

### Formation et premiers postes
Titulaire du certificat d'études primaires (mention « très bien »), il effectue ses études secondaires au lycée Voltaire à Paris, au lycée Émile-Duclaux d'Aurillac et au lycée Blaise-Pascal de Clermont-Ferrand. En octobre 1943, Delors s'inscrit à la faculté de droit de l’université de Strasbourg, alors repliée à Clermont-Ferrand. Après l'occupation de l’université par les troupes allemandes en janvier 1944, il interrompt ses études.
Il rentre à Paris  et intègre à son tour la Banque de France, où il commence sa carrière en tant que « rédacteur » et devient syndicaliste de la Confédération française des travailleurs chrétiens (CFTC). Ancien élève du Centre d'études supérieures de banque (CESB), dont il est diplômé en 1950, il occupe les postes de chef de service puis d'attaché au cabinet du directeur général des titres et du marché monétaire à la Banque de France (1945-1962).

## Parcours syndical et politique

### Premiers engagements
Jacques Delors s'engage dans le syndicalisme en adhérant dès 1945 à la Confédération française des travailleurs chrétiens (CFTC), syndicat marqué au début des années 1950 par la droite démocrate chrétienne. Il rejoint le groupe minoritaire Reconstruction, qui milite pour les idées socialistes et vers une déconfessionnalisation de ce syndicat sous le patronage de Paul Vignaux. Ce mouvement va promouvoir les idées d'un syndicalisme socialiste et démocratique, s'opposant à des chrétiens dits progressistes proches des marxistes. Paul Vignaux a obtenu après la fin de la guerre des aides de syndicats américains dont une partie a servi au lancement de Témoignage chrétien, un journal pour un engagement chrétien.
Minoritaire, le mouvement Reconstruction va devenir majoritaire et participer à la transformation du syndicat CFTC vers la Confédération française démocratique du travail (CFDT). Cette déconfessionnalisation de la CFTC va s'accompagner d'un glissement du syndicat, proche de la droite MRP, vers les partis de gauche. Jacques Delors reste membre de la CFDT jusqu'à sa mort.
Jacques Delors dirige de 1959 à 1965 la revue Citoyens 60 du mouvement personnaliste La Vie nouvelle. Il travaille en liaison avec le club Jean-Moulin. De 1959 à 1961, il est membre de la section du plan et des investissements du Conseil économique et social,. À cette époque, il est l'auteur, sous le pseudonyme Roger Jacques, d'écrits d'inspiration socialiste et influencés par des courants de pensée anglo-saxons cherchant à se démarquer des idées marxistes dans la revue Reconstruction, pour la promotion d'idées socialistes et démocratiques dans le syndicat CFTC. Il est rapidement remarqué et devient « expert économique » à la CFTC. En 1964, Jacques Delors suit le courant majoritaire non confessionnel du syndicat devenu CFDT, dont il est depuis resté adhérent. Il est également membre un temps du Parti socialiste unifié (PSU).

### De Chaban-Delmas à Mitterrand
En 1962, Jacques Delors entre au Commissariat général du Plan en tant que chef du service des affaires sociales et culturelles, poste qu'il garde jusqu'en 1969 pour devenir chargé de mission auprès de Jacques Chaban-Delmas, Premier ministre jusqu'en 1972. À ce titre, il influence grandement le projet de « nouvelle société » que souhaitait promouvoir celui-ci. Participant à la mise en œuvre de ce programme, il est notamment l’inventeur des contrats de progrès et l’inspirateur de la loi sur la formation professionnelle continue (16 juillet 1971). De 1969 à 1974, il est aussi secrétaire général auprès du Premier ministre, pour la formation professionnelle et la promotion sociale.
De 1973 à 1979, il est membre du Conseil général de la Banque de France. À partir de 1974, il est également professeur de gestion à l'université Paris-Dauphine. En 1974, il crée le club de réflexion politique Échanges et projets avec le syndicaliste patronal José Bidegain ; c'est cette même année qu'il adhère au Parti socialiste. Durant le congrès de Metz, il va rejoindre le courant mené par François Mitterrand, partisan d'une économie administrée par l'État contre l'aile modérée du Parti socialiste. Ce choix sera critiqué plus tard par Michel Rocard, opposé à ses prises de position pour une économie de marché. Son soutien à François Mitterrand s'explique par un choix personnel sans lien avec ses idées, comme il l'affirme dans ses Mémoires. De 1975 à 1979, il est directeur du Centre de recherche Travail & société. En 1976, il est choisi comme délégué national du PS pour les relations économiques internationales, fonction qu'il occupe jusqu'en 1981. Il renonce, malgré le souhait de François Mitterrand, à se présenter à Créteil pour les élections municipales de 1977, dans un contexte de divisions internes. Il renonce aussi à se présenter à Roanne, de même qu'il refuse de briguer un siège en Corrèze, son département d'origine, aux législatives de 1978.

### Ministre de l'Économie et des Finances

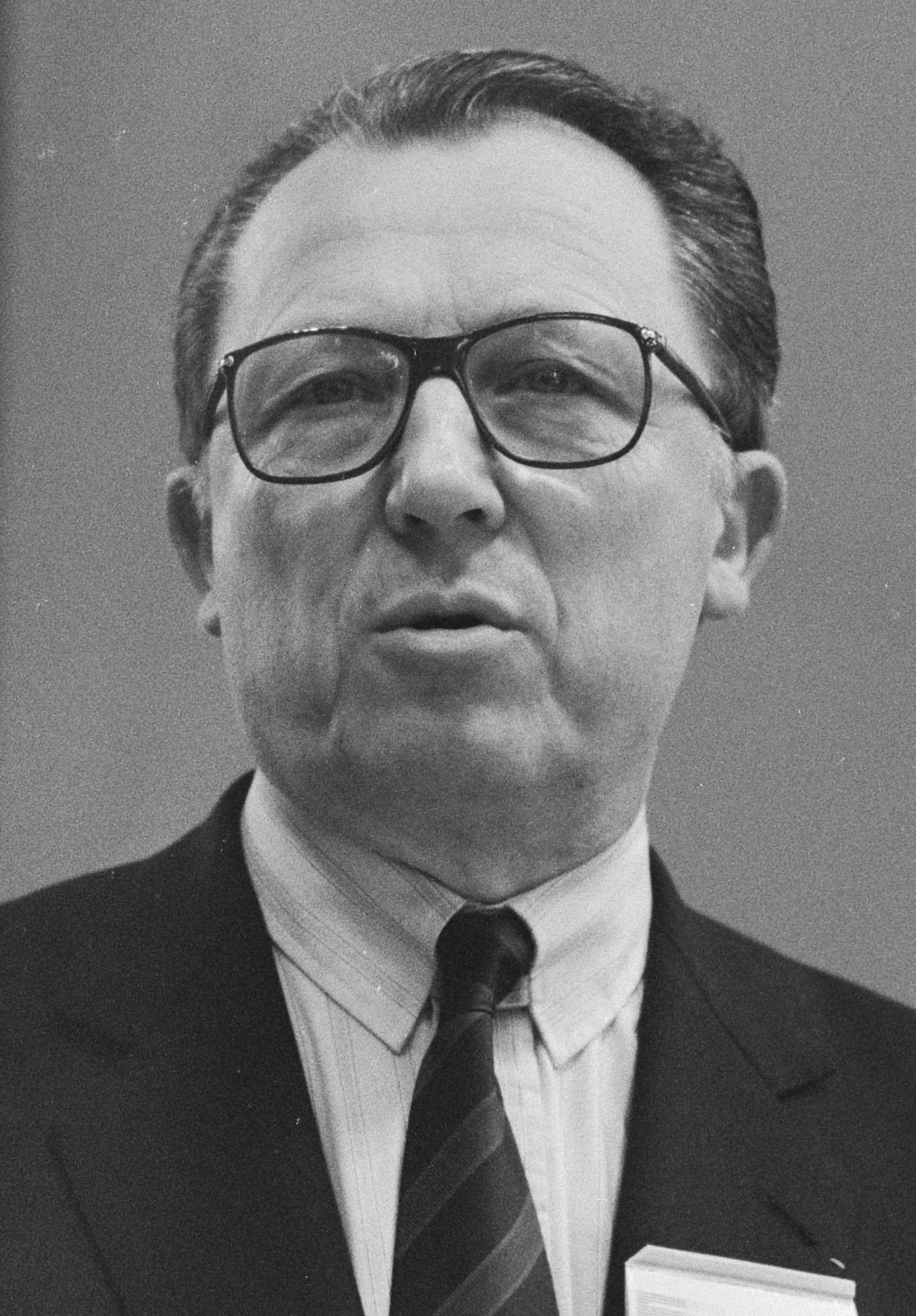
Jacques Delors en 1988.

Jacques Delors est élu député européen et président de la commission économique et monétaire en 1979. Il démissionne de ce mandat en 1981.
Au sein du PS, durant la second moitié des années 1970, les questions économiques sont traitées par le député-maire André Boulloche, à qui il était promis le futur poste de ministre de l’Économie et des Finances en cas de victoire de François Mitterrand à la prochaine élection présidentielle. Mais son décès soudain en 1978 créé un manque au sein du parti. Jacques Delors lui succède et devient président de la commission économique et monétaire du PS.
En 1981, il est nommé au poste de ministre de l'Économie et des Finances dans le premier gouvernement de Pierre Mauroy. Aux élections législatives, il renonce à affronter Jacques Chirac dans sa Corrèze natale, et il y est parachuté alors un jeune novice sortant de l'ENA, François Hollande,.
De 1981 à 1984, Jacques Delors est successivement :
- du 22 mai 1981 au 23 juin 1981 : ministre de l'Économie et des Finances, dans le premier gouvernement de Pierre Mauroy ;
- du 23 juin 1981 au 22 mars 1983 : ministre de l'Économie et des Finances, dans le deuxième gouvernement Pierre Mauroy. À ce titre, il est l'un des initiateurs du tournant de la rigueur à partir de 1982[3] ; il est chargé en plus du Budget à partir de mai 1983. Bénéficiant de la confiance des milieux économiques internationaux, il applique d’abord une politique de « rupture » pendant la période dite de l’« état de grâce » : nationalisations, dévaluations du franc, amélioration de l’efficacité des circuits de financement, et politique de relance. Après une première pause dans les réformes qu’il propose dès novembre 1981, Jacques Delors encourage le maintien de la France dans le Système monétaire européen (SME) et pratique une politique de rigueur. Il supprime, notamment, l'échelle mobile des salaires en 1982[23], l'équilibre budgétaire sera un objectif recherché, mais il vante le mérite du modèle reaganien de création d'emploi en omettant de mentionner le déficit du budget fédéral américain ; la lutte contre l'inflation bénéficiera de la baisse générale des matières premières, reste silencieux sur le redéploiement de la politique industrielle dans le contexte du SME et de l'avance de l'économie industrielle allemande. Il demeure fidèle à la priorité sur la lutte contre l'inflation et le maintien d'une parité fixe avec le Deutsche Mark, ce qui entame la politique du Franc fort ou du Franc Mark. Cette politique sera accusée de l'amorce du déclin industriel français et l'abandon de champions industriels nationaux dans les secteurs dominés par les Allemands afin de ne pas contrecarrer la politique franco-allemande et un retournement d'alliance de l'Allemagne avec le Royaume-Uni ;
- du 22 mars 1983 au 17 juillet 1984 : ministre de l'Économie, des Finances et du Budget, dans le troisième gouvernement Pierre Mauroy.

Après avoir décidé de mettre en œuvre le tournant de la rigueur, François Mitterrand lui propose en 1983 de devenir Premier ministre en lieu et place de Pierre Mauroy, mais renonce à cette idée après que Jacques Delors a demandé à conserver ses fonctions de ministre de l'Économie et des Finances en sus de celles de chef du gouvernement.
À la demande de François Mitterrand, et malgré son air réservé peu compatible avec les campagnes électorales, Jacques Delors se présente aux élections municipales de 1983 à Clichy (Hauts-de-Seine, banlieue parisienne),. Sa liste d'union de la gauche l'emporte de justesse au second tour, avec 51,26 % des suffrages exprimés. Il succède ainsi au socialiste Gaston Roche et reste en fonction moins de deux ans, démissionnant en décembre 1984 pour prendre la tête de la Commission européenne.

### Président de la Commission européenne

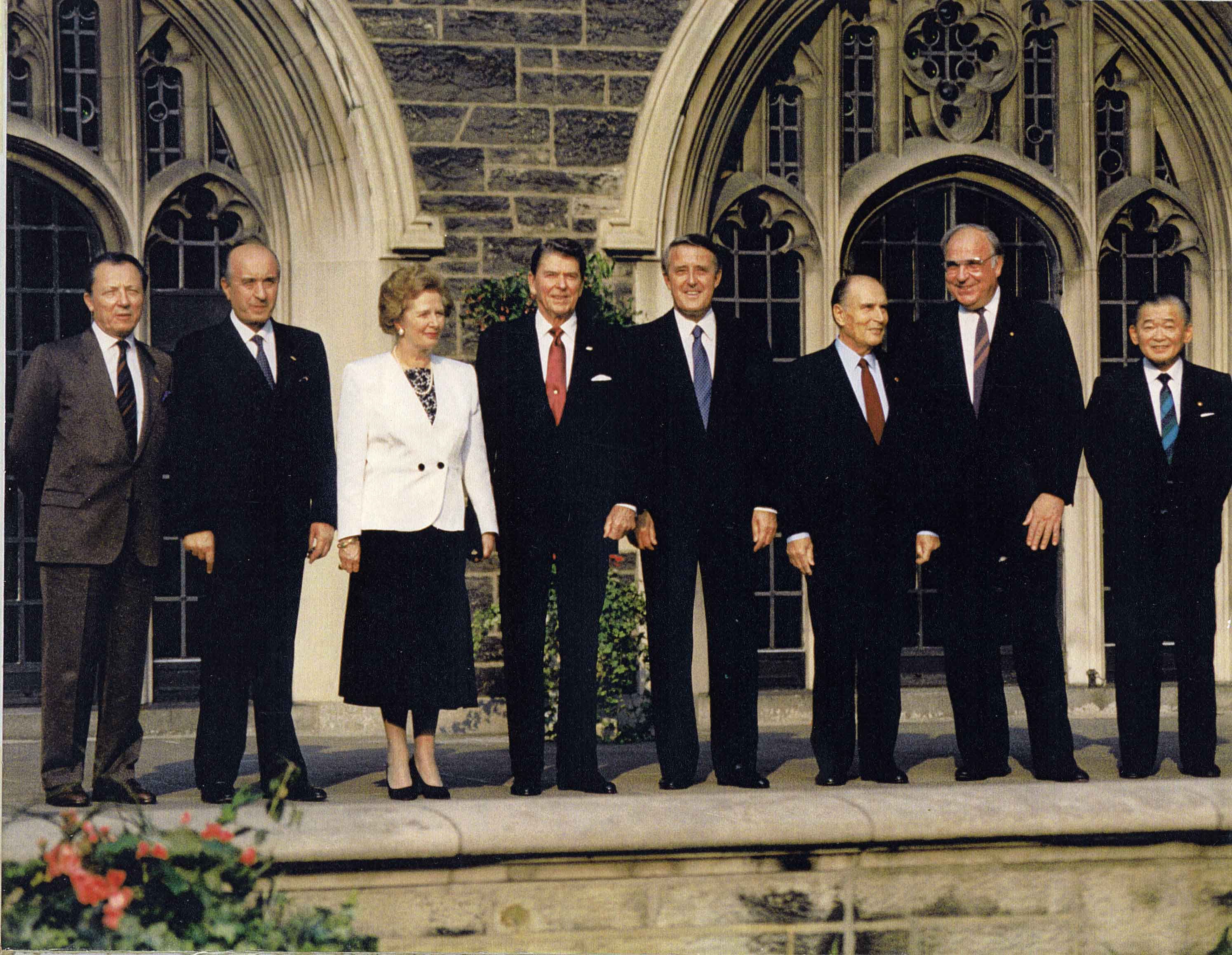
« Photo de famille » du sommet du G7 de 1988 à l'université de Toronto : (de gauche à droite) Jacques Delors, Ciriaco De Mita, Margaret Thatcher, Ronald Reagan, Brian Mulroney, François Mitterrand, Helmut Kohl et Noboru Takeshita.

En juillet 1984, Jacques Delors n'est pas reconduit dans le gouvernement Laurent Fabius, ayant été pressenti, par accord guidé par François Mitterrand et Helmut Kohl, pour devenir en janvier 1985 président de la Commission des Communautés européennes (qui deviendra la Commission européenne), succédant à Gaston Thorn. Il préside trois collèges de 1985 à 1995: les Commissions Delors I, Delors II et Delors III. Il déploie alors une vision associant Europe libérale, sociale et puissante, qu'il résume par le triptyque: "La compétition qui stimule, la coopération qui renforce, la solidarité qui unit".
Le 14 janvier 1985, alors qu'il entre en fonction à Bruxelles, Jacques Delors annonce son programme, reposant sur l'approfondissement des logiques de marché et sur le renforcement des politiques industrielles et sociales. En janvier 1985, le président de l'European Round Table (et de Philips) - Wisse Dekker - avait publié dans : Europe 1990 : un agenda pour l'action un programme de relance de l'Europe. Parmi elles : faire tomber les barrières commerciales et les frontières fiscales. Ces idées étaient alors défendues par de nombreux observateurs, notamment par des parlementaires européens et, de manière croissante, par les gouvernements européens. 
Sur le plan social, Delors a encouragé le dialogue social européen et le renforcement de la politique régionale européenne, devenue politique de cohésion. Il a aussi soutenu la politique européenne de l'environnement, proposant en 1992, avec son commissaire à l'environnement Carlo Ripa di Meana, une taxe carbone, sans parvenir à la faire adopter.
Artisan d'un renforcement de l'exécutif européen, Jacques Delors représente la Communauté européenne, à la manière d’un chef d'État, lors des grands sommets internationaux (réunions du G7 et de l'Organisation de coopération et de développement économique, etc.)[réf. nécessaire].

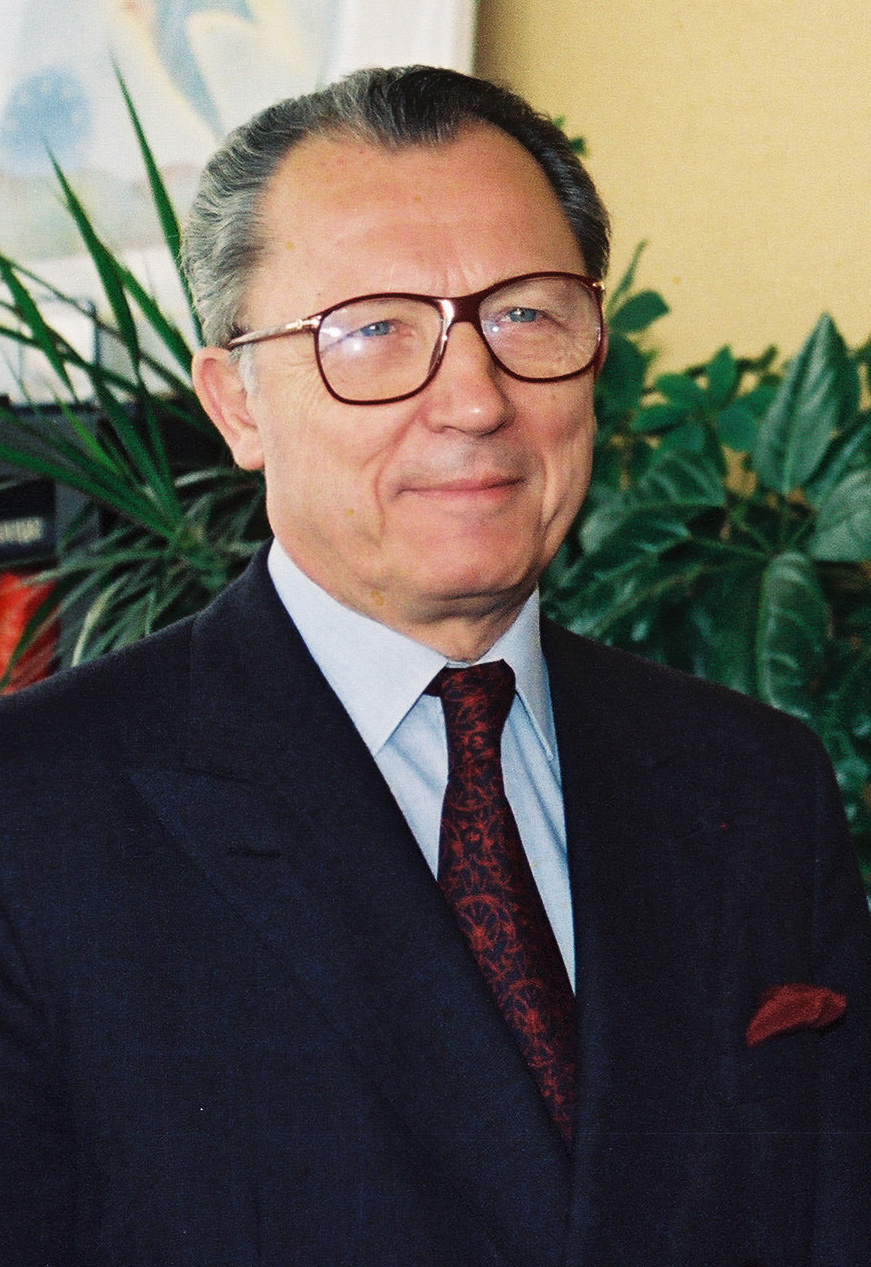
Jacques Delors au siège de la Commission européenne à Bruxelles (1991).

Jacques Delors a accepté la libre circulation des capitaux car c'était la condition imposée par les Allemands pour accepter une Union monétaire. Il introduit notamment en juin 1988 la directive 88 (361) sur les mouvements de capitaux, précisant qu'« aucune transaction, aucun transfert de capitaux n’échappait à l’obligation de libéralisation ». 
Il souhaite ainsi une Europe qui devienne un pôle aussi compétitif que les États-Unis ou l'ensemble asiatique. En parallèle, il souhaite le développement de l'Europe sociale et le renforcement de l'identité européenne.

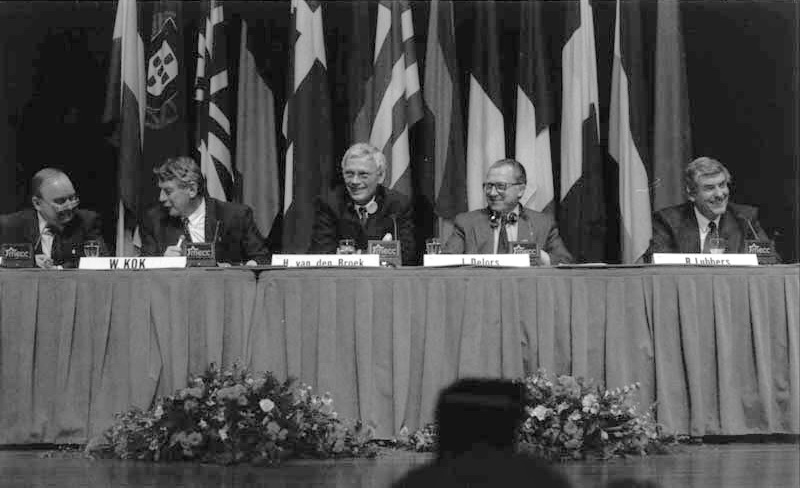
Conférence de presse avec les ministres néerlandais Wim Kok, Hans van den Broek et Ruud Lubbers, après le Conseil européen du 9-10 décembre 1991 à Maastricht, qui mène au Traité de Maastricht (1992).

La convention de Schengen en (juin 1985) permettra la libre circulation des personnes par la suppression des contrôles aux frontières, mis en place très progressivement au cours des années 1990. Les commissions Delors sont aussi celles de l'élargissement de l'Europe communautaire vers le Sud (entrée de l'Espagne et du Portugal en 1986). Viennent ensuite l'adoption de l'Acte unique européen (1986), la création du programme Erasmus (1987), la réforme de la politique agricole commune (PAC) associée à la création du Programme européen d'aide aux plus démunis, Delors soutenant la proposition de Coluche).
Jacques Delors est l'instigateur du livre blanc de la Commission européenne recommandant la création d'un grand marché européen régulé par la mise en place de solidarités nouvelles. Ce livre blanc débouche sur la signature de l'Acte unique européen en février 1986, qu'il appelle « mon traité favori ».
En 1989, il préside le Comité dit « Delors », composé d'experts et des gouverneurs des banques centrales des douze pays membres. Le rapport du comité Delors ouvre la voie à la création de la monnaie unique même si les gouvernements ne retiennent pas toutes les préconisations du président de la Commission, notamment le quasi-triplement du budget européen afin de renforcer les politiques de solidarité. Finalement, Delors obtient un renforcement plus modéré du budget communautaire, notamment pour financer la politique de cohésion: Le « paquet Delors I » est adopté en 1987, suivi par le « paquet Delors II » en 1992.
Il soutient la signature du traité de Maastricht, effective le 7 février 1992, et est très présent dans la campagne pour le référendum. Face aux sceptiques et aux opposants au traité, il vante les avantages de la nouvelle intégration européenne : « L'euro nous apportera la paix, la prospérité, la compétitivité et, rien que pour la France, il se traduira par la création d'un million d'emplois ». La ratification du traité de Maastricht est approuvée par une courte majorité de Français (51,04 %) lors du référendum du 20 septembre 1992.
La même année, Jacques Delors est lauréat du prix international Charlemagne.

### Élection présidentielle de 1995
En octobre 1992, Jacques Delors lance en France le club Témoin, qui est notamment animé par Martine Aubry, Ségolène Royal, Jean-Pierre Mignard et Jean-Yves Le Drian. Il est présenté comme un mouvement de « réflexion » et d'« action » qui entend contribuer à la renaissance d'une pensée social-démocrate en France afin de mettre en avant la « question sociale » et la « question nationale ».
Dans la perspective de l'élection présidentielle prévue en 1995 – et deux ans après la victoire écrasante de la droite aux élections législatives –, Jacques Delors est donné en tête des sondages et se voit pressé de se présenter par un Parti socialiste affaibli, Henri Emmanuelli l'appelant à « faire son devoir »,. Avant de prendre sa décision, celui qui est président de la Commission européenne pour encore quelques semaines conduit une série de consultations, rencontrant notamment François Bayrou, ministre et nouveau président du Centre des démocrates sociaux (CDS), composé de militants acquis à la cause du Premier ministre Édouard Balladur, également pressenti pour se présenter à la magistrature suprême ; tout en lui exprimant sa sympathie, François Bayrou refuse finalement de lui apporter son soutien dès le premier tour.

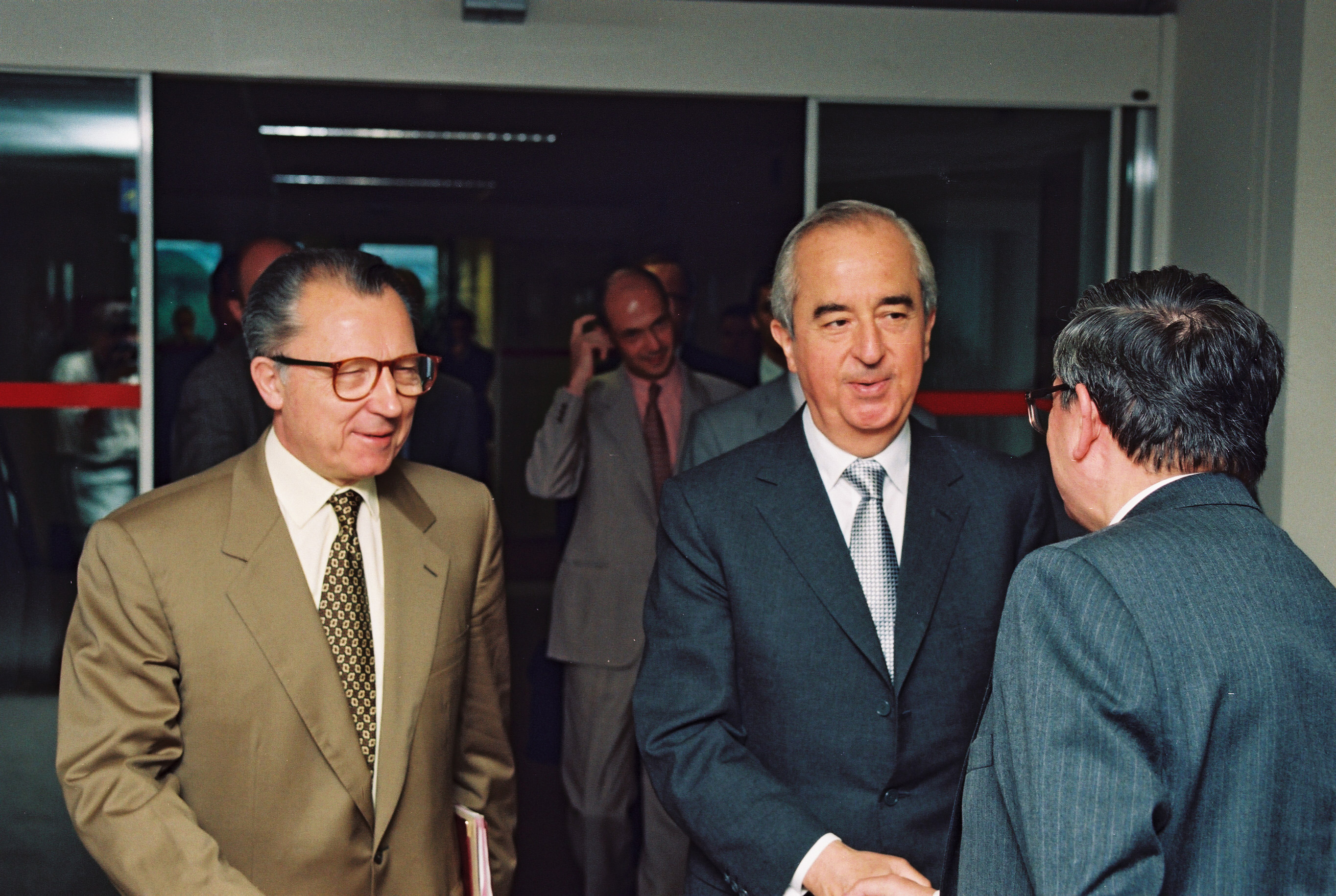
Jacques Delors et Édouard Balladur, tous deux favoris des sondages à la fin de l'année 1994, lorsque le premier renonce à se présenter.

Le 11 décembre 1994, dans l'émission 7 sur 7 présentée par Anne Sinclair sur TF1 et regardée par près de 13 millions de téléspectateurs, Jacques Delors décline longuement un programme de gouvernement avant d'annoncer qu'il n'est pas candidat, et ce à la surprise générale,. Il cite comme principales causes de renoncement son âge (69 ans), sa longévité en politique, « les potentielles divisions internes avec les socialistes » et « la probable absence de majorité favorable pour conduire ses réformes ». Il affirme que « les déceptions de demain seraient pires que les regrets d’aujourd’hui »,.
Sa décision surprend jusque chez les dirigeants européens. C'est une situation décrite comme inédite et singulière pour un potentiel candidat avec le statut de favori. Bouleversant le jeu politique, son retrait pousse les analystes à dès lors prédire la défaite de la gauche, aucun candidat n'étant favori pour battre Jacques Chirac ou Édouard Balladur,,,. Durant la campagne présidentielle, Jacques Delors préside le comité de soutien de Lionel Jospin, désigné candidat socialiste lors d'une primaire face à Henri Emmanuelli et qui est battu au second tour du scrutin présidentiel par Jacques Chirac.
Par la suite, Jacques Delors déclare que sa non-candidature a quasiment mis fin à sa carrière politique, mais qu'il avait conscience de la difficulté de la campagne et que son élection n'était pas acquise,,,. En 2021, il indique : « Je n'ai pas de regrets [mais] je ne dis pas que j'ai eu raison. […] J'avais un souci d'indépendance trop grand, et je me sentais différent de ceux qui m'entouraient. Ma façon de faire de la politique n'était pas la même. »

### Après la Commission européenne
Sa décision de ne pas se présenter à l'élection présidentielle de 1995 marque un coup d'arrêt à sa carrière. Il soutient Martine Aubry dans sa carrière politique et réserve ses dernières prises de position à la construction européenne.
Le 22 janvier 1995, il quitte la présidence de la Commission européenne. Le Luxembourgeois Jacques Santer lui succède.
La même année, il reçoit le premier prix européen Charles-Quint. Il préside la commission internationale sur l'éducation pour le XXIe siècle à l'UNESCO (jusqu'en 1998). En 1996, il devient président du conseil d'administration du Collège d'Europe, à Bruges (jusqu'en 2000) et président de l'association Notre Europe - Institut Jacques Delors (jusqu'en 2004).

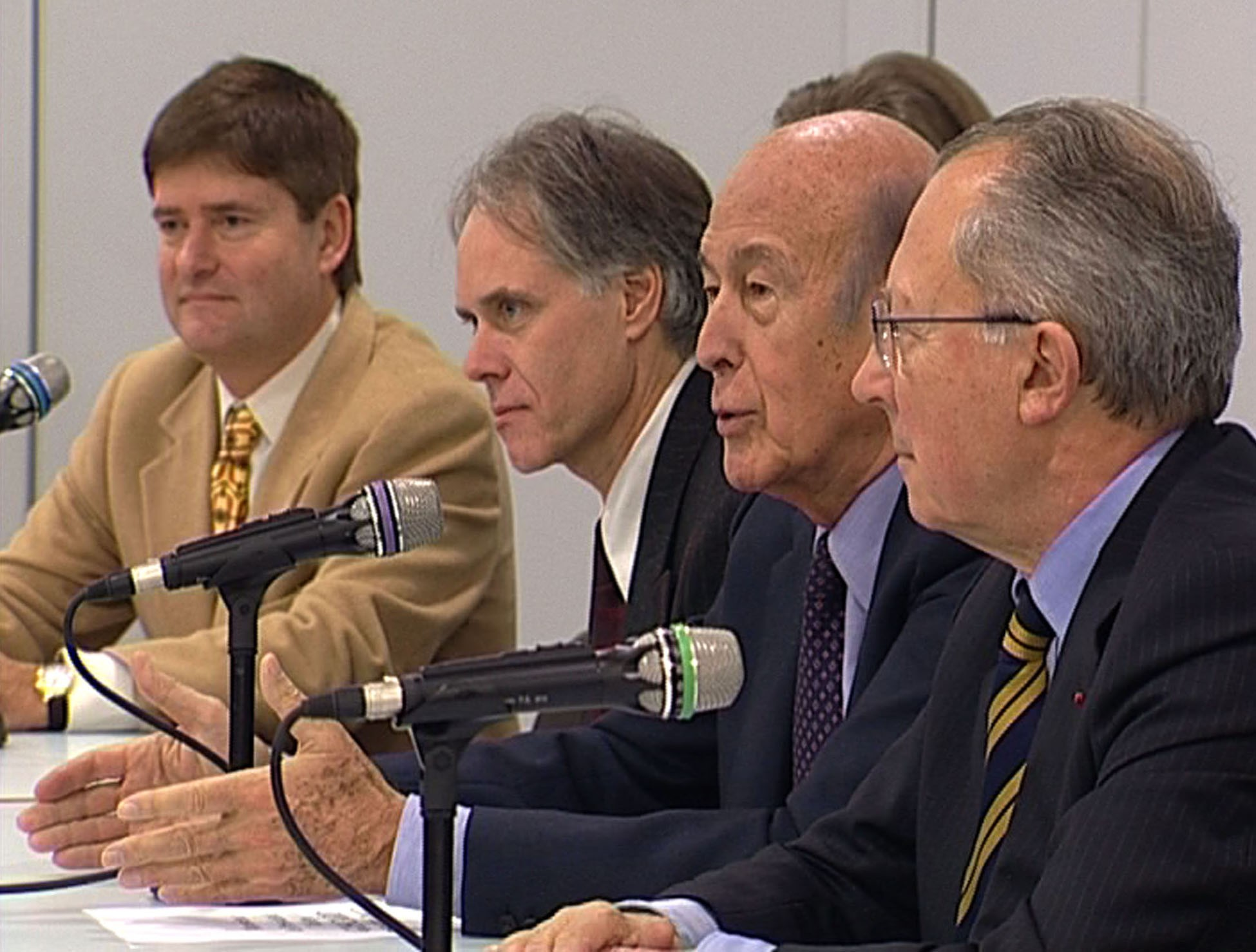
Jacques Delors au côté de Valéry Giscard d'Estaing et Moritz Leuenberger en 2006.

En 2004, Jacques Delors signe la pétition lancée par Pierre Larrouturou, Michel Rocard et Stéphane Hessel, proposant un projet de « traité de l'Europe sociale ».
En retrait de la vie politique, il continue d’intervenir régulièrement dans le débat public, par la presse notamment, et se prononce en faveur du traité établissant une constitution pour l'Europe à l’occasion du référendum français sur le traité établissant une Constitution pour l'Europe. Il trouble le camp du « oui » en donnant de l'importance à l'existence d'un « plan B »  en cas de victoire du « non ». Ce dernier l'emporte avec 54,7 % des voix.
À l'automne 2006, il s'engage en faveur des États généraux de l'Europe, une initiative conjointe du Mouvement Européen, Notre Europe et EuropaNova, qui se tiendront largement grâce à son engagement à Lille le 17 mars 2007 pour lancer les célébrations continentales du 50e anniversaire du traité de Rome. Il les ouvre aux côtés de Martine Aubry, maire de Lille. Près de 4 000 participants y assistent.

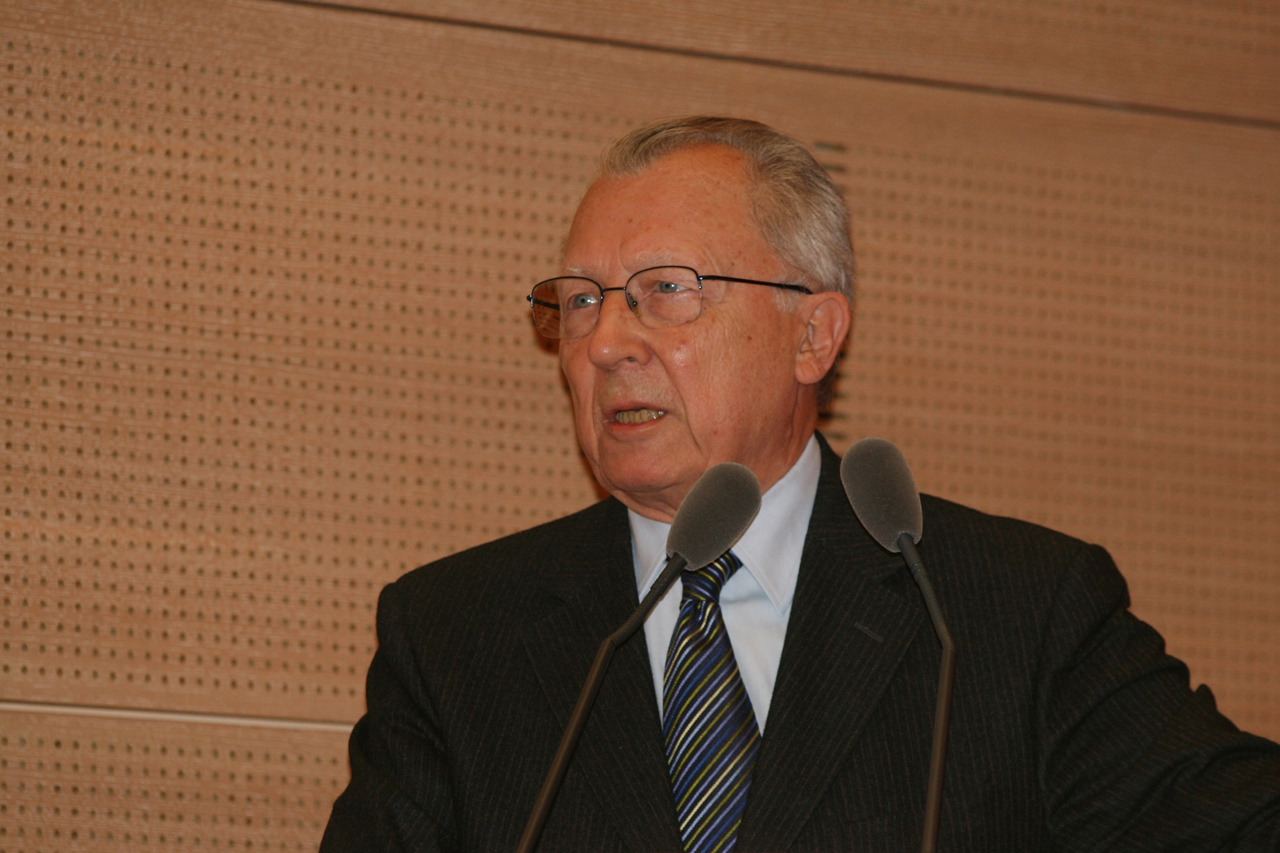
Jacques Delors en 2009.

En décembre 2007, il se prononce avec son institut de recherche, Notre Europe - Institut Jacques Delors, en faveur d'une Communauté européenne de l'énergie afin de renforcer le pouvoir de négociation de l'Union européenne par rapport aux pays producteurs de pétrole et de gaz.
Le 15 septembre 2010, il soutient le lancement du Groupe Spinelli par Guy Verhofstadt, Daniel Cohn-Bendit, Isabelle Durant et Sylvie Goulard et en intègre le Comité de Pilotage. Il s'agit d'un groupe interparlementaire informel au Parlement européen qui rassemble les élus désireux de relancer la recherche du fédéralisme européen. Il regroupe des personnalités telles que Mario Monti, Andrew Duff, Joschka Fischer, Pat Cox, Elmar Brok et Élie Barnavi.
Le 26 juin 2015, le Conseil européen nomme Jacques Delors « citoyen d'honneur de l'Europe ». Après Jean Monnet en 1976 et Helmut Kohl en 1998, il est le troisième grand acteur de la construction européenne distingué.
En mars 2020, il s'exprime sur la crise européenne liée à la pandémie de Covid-19. « Le manque de solidarité fait courir un danger mortel à l'Union européenne », estime-t-il,. Il encourage à davantage de « coordination et de coopération » entre les États afin de préserver l'Union européenne et la construction européenne.

## Mort et hommages

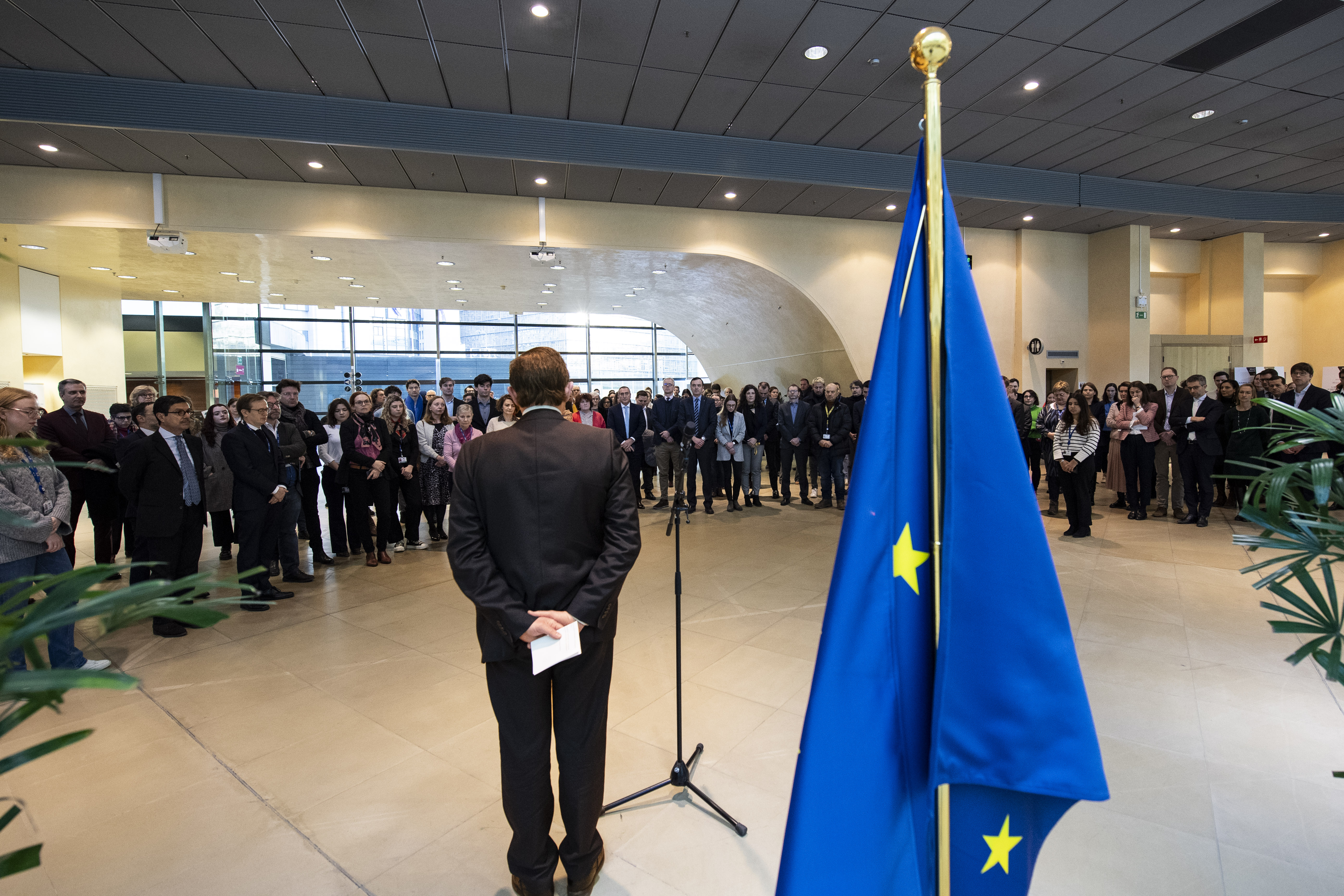
Minute de silence à la Commission européenne le 10 janvier 2024, en hommage à Jacques Delors.

Jacques Delors meurt dans son sommeil le 27 décembre 2023 dans le 5e arrondissement de Paris, à l'âge de 98 ans,,.
Il reçoit des hommages de la part de figures de droite comme de gauche,,. Le président de la République, Emmanuel Macron, préside une cérémonie d’hommage national le 5 janvier 2024 aux Invalides. De nombreux dirigeants européens lui rendent également hommage,. Ses funérailles ont lieu le lendemain à Fontaine-la-Gaillarde (Yonne), où il possédait une résidence secondaire.

## Distinctions

### Décorations françaises
- Commandeur de la Légion d'honneur (2005)[68] ; officier (1999)[69] ; chevalier (1985)

### Décorations étrangères
- Grand-croix, 1re classe de l'ordre du Mérite (Allemagne)
- Médaille de l'ordre du Mérite de Bade-Wurtemberg (Allemagne)
- Récipiendaire de l'ordre bavarois du Mérite (Allemagne)
- Grand-croix d'or de l'ordre du Mérite (Autriche)
- Chevalier grand-croix de l'ordre d'Isabelle la Catholique (Espagne)
- Grand-croix avec collier de l'ordre de la Croix de Terra Mariana (Estonie)
- Grand-croix de l'ordre du Mérite (Hongrie)
- Grand-croix de l'ordre du Soleil (Pérou)
- Grand-croix de l'ordre du Mérite (Pologne)
- Grand-croix de l'ordre de l'Infant Dom Henri (Portugal)
- Grand-croix de l'ordre du Christ (Portugal)

### Honneurs
- 1990 : docteur honoris causa de l'université d'Anvers[70]
- 24 novembre 2011 : docteur honoris causa de l'Institut catholique de Paris[71]
- 26 juin 2015 : citoyen d’honneur de l’Europe

### Prix
- 1992 : prix international Charlemagne d'Aix-la-Chapelle
- 1997 : prix Érasme
- 1998 : prix international de Catalogne de Barcelone
- 2007 : prix de Gaulle-Adenauer avec Helmut Kohl
- 27 octobre 2011 : prix Theodor Wanner (remis à Berlin)

### Postérité
- Le bâtiment Jacques Delors, siège du Comité économique et social et du Comité européen des régions de l'Union européenne, à Bruxelles[72].
- En France, en 2023, neuf rues portent le nom de Jacques Delors[73], dont une partagée avec Helmut Kohl à Mulhouse[74].
- En Allemagne, Jacques Delors donne son nom à une rue à Herford[75].
- En France, l'école européenne Lille métropole, situé à Marcq-en-Barœul, porte le nom de Jacques Delors.
- À Paris, une promenade située entre les 10e et 19e arrondissements porte son nom.

## Affiliations
Jacques Delors est notamment :
- président fondateur et membre du conseil d'administration du think tank « institut Jacques-Delors », ainsi que membre d'honneur de l'institut Aspen France[76] ;
- membre honoraire du Club de Rome[77] ;
- président du Conseil de l'emploi, des revenus et de la cohésion sociale (Cerc) depuis 2000 ;
- parrain de l'EICD 3A à Lyon en 1988 ;
- invité permanent du bureau national du Parti socialiste ;
- parrain de la deuxième promotion du cycle des hautes études européennes de l'École nationale d'administration (2008).

## Publications
- Jacques Delors et Claude Glayman, Changer : conversations avec Claude Glayman, Paris, Stock, 1975, 342 p. (ISBN 2-234-00189-7, EAN 9782234001893, BNF 34567548)
- Philippe Alexandre et Jacques Delors, En sortir ou pas, Paris, Grasset, 1985, 229 p. (ISBN 2-246-35261-4, EAN 9782246352617, BNF 34835728)
- Jacques Delors et Clisthène, La France par l'Europe, Paris, Grasset, 1988, 273 p. (ISBN 2-246-40571-8, EAN 9782246405719, BNF 34962874)
- Jacques Delors, Le Nouveau Concert européen, Paris, Odile Jacob, 1992, 348 p. (ISBN 2-7381-0158-5, EAN 9782738101587, BNF 35520211)
- Jacques Baudot et Jacques Delors, Contribution à une recherche sur les indicateurs sociaux : études effectuées par Mme Stoleru, MM. Belorgey, Boulard... [et. al.] ; sous la direction de Jacques Delors ; assisté de Jacques Baudot, Paris, SÉDÉIS, 1994, 392 p. (BNF 35186606, SUDOC 001829521)
- Jacques Delors et Dominique Wolton, L'Unité d'un homme : entretiens avec Dominique Wolton, Paris, Odile Jacob, 1994, 397 p. (ISBN 978-2-7381-0282-9, EAN 9782738102829, BNF 35762954)
- Jacques Delors, Combats pour l'Europe, Paris, Économica, 1996, 110 p. (ISBN 2-7178-3204-1, EAN 9782717832044, BNF 36158757)
- Jacques Delors et Jean-Louis Arnaud, Mémoires : avec Jean-Louis Arnaud, Paris, Plon, 2003, 511 p. (ISBN 2-259-19292-0, EAN 9782259192927, BNF 39114918)
- Jacques Delors et Thierry Guerrier, Entretiens, Paris, Michel de Maule, 2005, 89 p. (ISBN 2-87623-153-0, EAN 9782876231535, BNF 39916725)
- Jacques Delors et Notre Europe, L'Europe tragique et magnifique : les grands enjeux européens, Paris, Saint-Simon, 2007, 189 p. (ISBN 978-2-915134-29-2, EAN 9782915134292, OCLC 494137025, SUDOC 113107218)
- Jacques Delors et Michel Dollé, Investir dans le social, Paris, Odile Jacob, 2009, 284 p. (ISBN 978-2-7381-2231-5, EAN 9782738122315, OCLC 470921746, BNF 41461415, SUDOC 132774321)

### Lectures approfondies
- Gabriel Milési, Jacques Delors, éditions Belfond, 1984
- Bernard Maris, Jacques Delors, artiste ou martyr, Albin Michel, 1993
- Gabriel Milési, Jacques Delors : l'homme qui dit non, Édition°1, 1994
- Robert Meyret, La Face cachée de Jacques Delors, Première Ligne, 1994
- Charles Grant, Delors : Architecte de l'Europe, Georg, 1995 (ISBN 2-8257-0507-1)
- (en) Ken Endo, The Presidency of the European Commission under Jacques Delors: The Politics of Shared Leadership, Macmillan-Palgave, 1999
- Alexandre Mirlesse, En attendant L'Europe, Lille, La contre allée, 2009
- Stéphanie Baz-Hatem et Nadège Chambon, Jacques Delors, hier et aujourd'hui, Desclée de Brouwer, 2014
- Cécile Amar, L'homme qui ne voulait pas être roi : conversations avec Jacques Delors, Grasset, 2016